# Strogele spanner
De strogele spanner (Aspitates gilvaria) is een nachtvlinder uit de familie van de spanners (Geometridae). 

## Kenmerken
De voorvleugellengte bedraagt tussen de 15 en 18 millimeter. De basiskleur van de driehoekige voorvleugel is lichtgeel, langs de buitenrand loopt een grijze lijn en centraal op de vleugel bevindt zich een grijze vlek. De achtervleugel is wit.

## Waardplanten
De strogele spanner gebruikt allerlei kruidachtige planten, vooral kleine tijm als waardplanten. De rups is te vinden van september tot juni. De soort overwintert als rups. De vlinder kent jaarlijks een generatie die vliegt in juli en augustus.

## Voorkomen
De soort komt verspreid over een groot deel van Europa voor. In 
in Nederland is de soort slechts enkele keren waargenomen. Ook in België is de soort zeer zeldzaam. 